# Ma vie est une telenovela
 (février 2019).
Si vous disposez d'ouvrages ou d'articles de référence ou si vous connaissez des sites web de qualité traitant du thème abordé ici, merci de compléter l'article en donnant les références utiles à sa vérifiabilité et en les liant à la section « Notes et références ».
Ma vie est une telenovela (My Life is a Telenovela) est une émission de télé-réalité américaine en huit épisodes diffusée entre le 7 octobre et le 2 décembre 2016 sur la chaîne WEtv.
Elle est diffusée entre le 3 février 2019 et le 24 mars 2019 sur Antenne Réunion. Elle est également proposée en replay sur 6play.

## Présentation
Cette émission retrace les coulisses des castings des telenovelas à Miami, Floride (États-Unis).
À Miami, le sable est chaud, les corps sont beaux… Et la saison des castings bat son plein notamment pour Eva la trailera.
Eva la trailera est la nouvelle telenovela lancée par Telemundo et pour laquelle des actrices en quête de notoriété se crêpent le chignon pour obtenir le rôle tant convoité de Rebeca.
Dans le monde impitoyable des telenovelas, tous les coups sont permis… et même lorsque les caméras s’éteignent, les griffes sont dehors et les scandales embrasent Miami.
Drame, passion, intrigue et trahison sont au rendez-vous dans Ma vie est une telenovela.

## Participants
- Sissi Fleitas
- Jenilca Giusti
- Josephine Phoenix "Pepa"
- María Raquenel Portillo "Mary Boquitas"
- Alina Robert
- Adriana Cataño
- Gustavo Pedraza
- Liliana Rodriguez Morillo